# Eugène Leloup
Eugène Leloup, né le 31 décembre 1902 à Liège et mort le 31 juillet 1981 dans la même ville,, est un zoologiste, conservateur et directeur belge ayant publié plus de 250 articles portant notamment sur les cnidaires.

## Biographie
Leloup fait ses études supérieures à Liège où il obtient en 1926 un doctorat en sciences naturelles. Diplômé, il se lance dans une carrière de zoologiste en se spécialisant dans la malacologie.
De 1947 à 1967, il est directeur de l'Institut Néerlandais de Recherche maritime (en) aux Pays-Bas.
Il occupe aussi un poste de conservateur au département des invertébrés de l'Institut royal des sciences naturelles de Belgique. De 1954 à 1958, il occupera d'ailleurs le poste de directeur par intérim de cet institut.

## Taxons décrits
- Acanthochites leopoldi Leloup, 1933 - synonyme de Acanthochitona leopoldi (Leloup, 1933)
- Acanthochiton (Notoplax) quincunx Leloup, 1981 - synonyme de Acanthochitona quincunx Leloup, 1981
- Acanthochiton ashbyi Leloup, 1937 - synonyme de Acanthochitona mahensis Winckworth, 1927
- Acanthochiton communis var. barashi Leloup, 1969 - synonyme de Acanthochitona fascicularis (Linnaeus, 1767)
- Acanthochiton coquimboensis Leloup, 1941 - synonyme de Acanthochitona hirudiniformis (G. B. Sowerby I, 1832)
- Acanthochiton curvisetosus Leloup, 1960 - synonyme de Acanthochitona curvisetosa (Leloup, 1960), synonyme de Leptoplax curvisetosa (Leloup, 1960)
- Acanthochiton minutus Leloup, 1980 - synonyme de Acanthochitona minuta Leloup, 1980
- Acanthochiton noumeaensis Leloup, 1941 - synonyme de Leptoplax noumeaensis (Leloup, 1941)
- Acanthochiton oblongus Leloup, 1981 - synonyme de Acanthochitona oblonga Leloup, 1981
- Acanthochiton peruvianus Leloup, 1941 - synonyme de Acanthochitona hirudiniformis peruviana Leloup, 1941 - synonyme de Chaetopleura peruviana (Lamarck, 1819)
- Acanthochiton subrubicundus Leloup, 1941 - synonyme de Acanthochitona subrubicunda (Leloup, 1941)
- Acanthochitona hirudiniformis peruviana Leloup, 1941 - synonyme de Chaetopleura peruviana (Lamarck, 1819)
- Acanthochitona minuta Leloup, 1980
- Acanthochitona noumeaensis Leloup, 1941 - synonyme de Leptoplax noumeaensis (Leloup, 1941)
- Acanthochitona oblonga Leloup, 1981
- Acanthochitona quincunx Leloup, 1981
- Acanthochitona tabogensis peruviana Leloup, 1941 - synonyme de Chaetopleura peruviana (Lamarck, 1819)
- Acanthopleura bergenhayni Leloup, 1937 - synonyme de Acanthopleura gemmata (Blainville, 1825)
- Acryptolaria tortugasensis Leloup, 1935
- Aglaophenia holubi Leloup, 1934
- Aglaophenia mercatoris Leloup, 1937 - synonyme de Macrorhynchia allmani (Nutting, 1900)
- Alexandromenia grimaldii Leloup, 1946
- Anamenia heathi Leloup, 1947 - synonyme de Anamenia gorgonophila (Kowalevsky, 1880)
- Angianthula Leloup, 1964
- Angianthula bargmannae Leloup, 1964
- Angianthula cerfontaini Leloup, 1968
- Anthoactis Leloup, 1932
- Anthoactis armauerhanseni Leloup, 1932
- Anthoactis armauer-hanseni Leloup, 1932 - synonyme de Anthoactis armauerhanseni Leloup, 1932
- Anthoactis benedeni Leloup, 1932
- Apiactis tentaculata Leloup, 1942
- Atractanthula Leloup, 1964
- Atractanthula johni Leloup, 1964
- Bathanalia straeleni Leloup, 1953
- Bimeria vestita f. nana Leloup, 1932
- Botrucnidiata Leloup, 1932
- Botrucnidiata damasi Leloup, 1932
- Bursanthus Leloup, 1968
- Bursanthus bamfordi Leloup, 1968
- Callistochiton (Callistassecla) barnardi Leloup, 1981 - synonyme de Callistochiton barnardi Leloup, 1981
- Callistochiton barnardi Leloup, 1981
- Callistochiton incurvatus Leloup, 1953 - synonyme de Ischnoplax incurvata (Leloup, 1953)
- Callistochiton indicus Leloup, 1953
- Callistochiton kaasi Leloup, 1981 - synonyme de Chiton kaasi (Leloup, 1981)
- Callistochiton rotondus Leloup, 1981
- Callistochiton viaderi Leloup, 1941 - synonyme de Rhyssoplax barnardi (Ashby, 1931)
- Callochiton achatinus f. longispinosus Leloup, 1952 - synonyme de Callochiton longispinosus Leloup, 1952
- Callochiton klemioides Leloup, 1937
- Callochiton longispinosus Leloup, 1952
- Campanularia macrotheca Leloup, 1930 - synonyme de Campanularia hincksii Alder, 1856
- Cerianthula benguelaensis Leloup, 1964
- Cerianthula lauriei Leloup, 1964
- Cerianthula multiseptata Leloup, 1964
- Cerianthula ommanneyi Leloup, 1964
- Cerianthula polybotrucnidiata Leloup, 1964
- Cerianthula rayneri Leloup, 1964
- Chaetopleura unilineata Leloup, 1954
- Chiton granoradiatus Leloup, 1937
- Chiton vangoethemi Leloup, 1981 - synonyme de Ischnochiton adelaidensis (Reeve, 1847)
- Choneplax parvus Leloup, 1981 - synonyme de Cryptoplax sykesi Thiele, 1909
- Conophyes Leloup, 1934 - synonyme de Sphaeronectes Huxley, 1859
- Conophyes diaphana Leloup, 1934 - synonyme de Sphaeronectes irregularis (Claus, 1873)
- Cryptocoda Leloup, 1938
- Cryptocoda gerlachi Leloup, 1938
- Cryptocodidae Leloup, 1938
- Cryptoconchus (Leptoplax) roseus Leloup, 1940 - synonyme de Notoplax rosea (Leloup, 1940)
- Cryptoplax dawydoffi Leloup, 1937
- Cryptoplax enigmaticus Leloup, 1980 - synonyme de Cryptoplax sykesi Thiele, 1909
- Dactylactis marri Leloup, 1964
- Diplocyathus minutus Leloup, 1930 - synonyme de Kirchenpaueria pinnata (Linnaeus, 1758)
- Egmundella grimaldii Leloup, 1940
- Engodactylactis Leloup, 1942
- Entonomenia Leloup, 1948
- Entonomenia atlantica Leloup, 1948
- Eudoxia tottoni Leloup, 1934 - synonyme de Amphicaryon Chun, 1888
- Galetta meteori Leloup, 1934 - synonyme de Lensia meteori (Leloup, 1934)
- Gymnanthula Leloup, 1964
- Halecium flexile var. japonica Leloup, 1938 - synonyme de Halecium flexile Allman, 1888 - synonyme de Halecium delicatulum Coughtrey, 1876
- Hensenanthula rotunda Leloup, 1964
- Hydractinia epidocleensis Leloup, 1931
- Ischnochiton indianus Leloup, 1981
- Ischnochiton winckworthi Leloup, 1936
- Ischnochiton (Lepidozona) berryanus Leloup, 1941 - synonyme de Lepidozona nipponica (S. S. Berry, 1918)
- Ischnochiton (Radsiella) indianus Leloup, 1981 - synonyme de Ischnochiton indianus Leloup, 1981
- Ischnochiton adelaidensis var. leopoldi Leloup, 1933 - synonyme de Ischnochiton caliginosus (Reeve, 1847)
- Ischnochiton indianus Leloup, 1981
- Ischnochiton pseudostriolatus Leloup, 1961 - synonyme de Ischnochiton striolatus (Gray, 1828)
- Ischnochiton sinuosus Leloup, 1981 - synonyme de Stenoplax madagassica (Thiele, 1917)
- Ischnochiton sinuosus var. varius Leloup, 1981 - synonyme de Stenoplax madagassica (Thiele, 1917)
- Ischnochiton winckworthi Leloup, 1936
- Isodactylactis kempi Leloup, 1964
- Isovactis Leloup, 1942
- Isovactis carlgreni Leloup, 1942
- Isovactis elongata Leloup, 1964
- Isovactis microtentaculata Leloup, 1964
- Laomedea (Obelia) bistriata Leloup, 1931 - synonyme de Clytia linearis (Thorneley, 1900)
- Laomedea bicuspidata var. picteti Leloup, 1932 - synonyme de Obelia bidentata Clark, 1875
- Laomedea hummelincki Leloup, 1935 - synonyme de Clytia hummelincki (Leloup, 1935) - synonyme de Clytia brevithecata (Thornely, 1900)
- Laomedea michael-sarsi Leloup, 1935 - synonyme de Scandia gigas (Pieper, 1884)
- Laomedea sinuosa Leloup, 1935
- Laomedea spinulosa var. minor Leloup, 1932 - synonyme de Obelia bidentata Clark, 1875
- Laomedea tottoni Leloup, 1935 - synonyme de Clytia fragilis Congdon, 1907 - synonyme de Clytia linearis (Thorneley, 1900)
- Lensia grimaldii Leloup, 1933
- Lensia multicristata f. grimaldii Leloup, 1934 - synonyme de Lensia lelouveteau Totton, 1941
- Lensia multicristata f. typica Leloup, 1934 - synonyme de Lensia multicristata (Moser, 1925)
- Lepidopleura foresti Leloup, 1981 - synonyme de Leptochiton foresti (Leloup, 1981)
- Lepidopleurus (Leptochiton) nierstraszi Leloup, 1981 - synonyme de Leptochiton nierstraszi (Leloup, 1981)
- Lepidopleurus (Pilsbryella) nierstraszi Leloup, 1981 - synonyme de Leptochiton nierstraszi (Leloup, 1981)
- Lepidopleurus belknapioides Leloup, 1981 - synonyme de Nierstraszella lineata (Nierstrasz, 1905)
- Lepidopleurus benthedi Leloup, 1981 - synonyme de Leptochiton benthedi (Leloup, 1981)
- Lepidopleurus fuscopunctatus Leloup, 1961 - synonyme de Ischnochiton dispar (G. B. Sowerby I, 1832)
- Lepidopleurus juvenis Leloup, 1981 - synonyme de Leptochiton juvenis (Leloup, 1981)
- Lepidopleurus philippinus Leloup, 1981 - synonyme de Nierstraszella andamanica (E. A. Smith, 1906)
- Lepidopleurus porosus Leloup, 1981 - synonyme de Nierstraszella andamanica (E. A. Smith, 1906)
- Liolophura gaimardi f. platispinosa Leloup, 1939 - synonyme de Acanthopleura loochooana (Broderip & G. B. Sowerby I, 1829)
- Liolophura japonica f. tenuispinosa Leloup, 1939 - synonyme de Liolophura tenuispinosa Leloup, 1939
- Liolophura tenuispinosa Leloup, 1939
- Meromenia Leloup, 1949
- Meromenia hirondella Leloup, 1949 - synonyme de Meromenia hirondellei Leloup, 1949
- Meromenia hirondellei Leloup, 1949
- Micromenia Leloup, 1948
- Micromenia simplex Leloup, 1948
- Moerisia alberti Leloup, 1938 - synonyme de Hydra vulgaris Pallas, 1766
- Mysorelloides Leloup, 1953
- Nautanthus Leloup, 1964
- Nautanthus bathypelagicus Leloup, 1964
- Notoplax aqabaensis Leloup MS, Vine, 1986 - synonyme de Leptoplax curvisetosa (Leloup, 1960)
- Notoplax elegans Leloup, 1981 - synonyme de Leptoplax curvisetosa (Leloup, 1960)
- Notoplax foresti Leloup, 1965 - synonyme de Notoplax producta (P. P. Carpenter, 1892) - synonyme de Craspedochiton producta (P. P. Carpenter, 1892)
- Obelia sinuosa Leloup, 1935 - synonyme de Obelia dichotoma (Linnaeus, 1758)
- Paragymnomenia Leloup, 1947
- Paragymnomenia richardi Leloup, 1947
- Parathuiaria Leloup, 1974 - synonyme de Thuiaria Fleming, 1828
- Parovactis Leloup, 1964
- Parovactis clavata Leloup, 1964
- Plaxiphora (Mercatora) Leloup, 1942 synonyme de Plaxiphora Gray, 1847
- Plaxiphora mercatoris Leloup, 1936
- Plaxiphora (Poneroplax) mercatoris Leloup, 1936 - synonyme de Plaxiphora mercatoris Leloup, 1936
- Plaxiphora dardennei Leloup, 1981 - synonyme de Plaxiphora parva Nierstrasz, 1906
- Plaxiphora granulata Leloup, 1981 - synonyme de Plaxiphora parva Nierstrasz, 1906
- Plaxiphora mercatoris Leloup, 1936
- Plaxiphora tulearensis Leloup, 1981
- Plesiodactylactis Leloup, 1942
- Plumularia (Monotheca) vervoorti Leloup, 1971 - synonyme de Plumularia vervoorti Leloup, 1971
- Plumularia vervoorti Leloup, 1971
- Potadomoides Leloup, 1953
- Potadomoides pelseneeri Leloup, 1953
- Prayoides Leloup, 1934 - synonyme de Praya Quoy & Gaimard in de Blainville, 1834
- Prayoides intermedia Leloup, 1934 - synonyme de Praya dubia (Quoy & Gaimard, 1833)
- Sacculactis Leloup, 1964
- Sacculactis guntheri Leloup, 1964
- Sertularella arbuscula var. quinquelaminata Leloup, 1934 - synonyme de Sertularella arbuscula (Lamouroux, 1816)
- Sertularella costata Leloup, 1940
- Sertularella microtheca Leloup, 1974
- Sertularella tenella f. pecularis Leloup, 1935 - synonyme de Sertularella robusta Coughtrey, 1876 - synonyme de Sertularella quasiplana Trebilcock, 1928
- Sertularelloides Leloup, 1937
- Sertularelloides mercatoris Leloup, 1937 - synonyme de Sertularelloides cylindritheca (Allman, 1888)
- Sertularia hattorii Leloup, 1940
- Sphaeranthula Leloup, 1955
- Sphaeranthula straeleni Leloup, 1955
- Squamopleura salisburyi Leloup, 1939 - synonyme de Squamopleura miles (Pilsbry, 1893)
- Squamopleura stratiotes Leloup, 1939 - synonyme de Squamopleura miles (Pilsbry, 1893)
- Stephanoscyphus sibogae Leloup, 1937 - synonyme de Atorella sibogae (Leloup, 1937)
- Stormsia Leloup, 1953 - synonyme de Leloupiella Neiber & Glaubrecht, 2019
- Syndactylactis macintoshi Leloup, 1964
- Syndactylactis meridionalis Leloup, 1942
- Thecocarpus leopoldi Leloup, 1930 - synonyme de Lytocarpia phyteuma (Stechow, 1919)
- Thyroscyphus intermedius f. peculiaris Leloup, 1935 - synonyme de Sertularella peculiaris (Leloup, 1935)
- Tomichia guillemei Leloup, 1953
- Tonicia ceylonica Leloup, 1936 - synonyme de Lucilina ceylonica (Leloup, 1936)
- Tonicia costata Leloup MS, Mergner, 1979 - synonyme de Lucilina sueziensis (Reeve, 1847)
- Tonicia dupuisi Leloup, 1973 - synonyme de Lucilina dupuisi (Leloup, 1973)
- Tonicia indica Leloup, 1981 - synonyme de Tonicia (Lucilina) carnosa Kaas, 1979 - synonyme de Lucilina carnosa (Kaas, 1979)
- Tonicia indica var. pacifica Leloup, 1981 - synonyme de Lucilina pacifica (Kaas & Van Belle, 1998)
- Tonicia prashadi Leloup, 1937 - synonyme de Tonicia pectinoides Sykes, 1903 - synonyme de Lucilina pectinoides (Sykes, 1903)
- Tonicia smithi Leloup, 1980 - synonyme de Tonicia disjuncta (Frembly, 1827)
- Trachydermon parvulus Leloup, 1941 - synonyme de Lepidochitona liozonis (Dall & C. T. Simpson, 1901)
- Trichactis Leloup, 1964
- Trichactis hardyi Leloup, 1964
- Zygophylax arborescens Leloup, 1931
- Zygophylax bathyphila Leloup, 1940
- Zygophylax elegantula Leloup, 1940 - synonyme de Zygophylax levinseni (Saemundsson, 1911)